# 青草茶
青草茶，又稱百草茶，是臺灣的飲料，多由仙草、薄荷製成，常見配方也含魚腥草、甜珠草、黃花蜜菜、鳳尾草、咸豐草、馬鞭草、著手香、蒲公英、車前草、半支蓮、夏枯草等。可冷飲也可熱飲。青草茶多使用臺灣的植物製成。青草茶茶湯顏色是偏咖啡色，由於青草茶屬於寒涼的飲品，所以不建議多喝。